# Ривањ (Преко)
Ривањ је насељено место у саставу општине Преко, у Задарској жупанији, Република Хрватска.

## Географија
Насеље се налази на истоименом острву Ривању.

## Историја
До територијалне реорганизације у Хрватској насеље се налазило у саставу старе општине Задар.

## Становништво
На попису становништва 2011. године, Ривањ је имао 31 становника.